# Rusko na Zimních olympijských hrách 2014

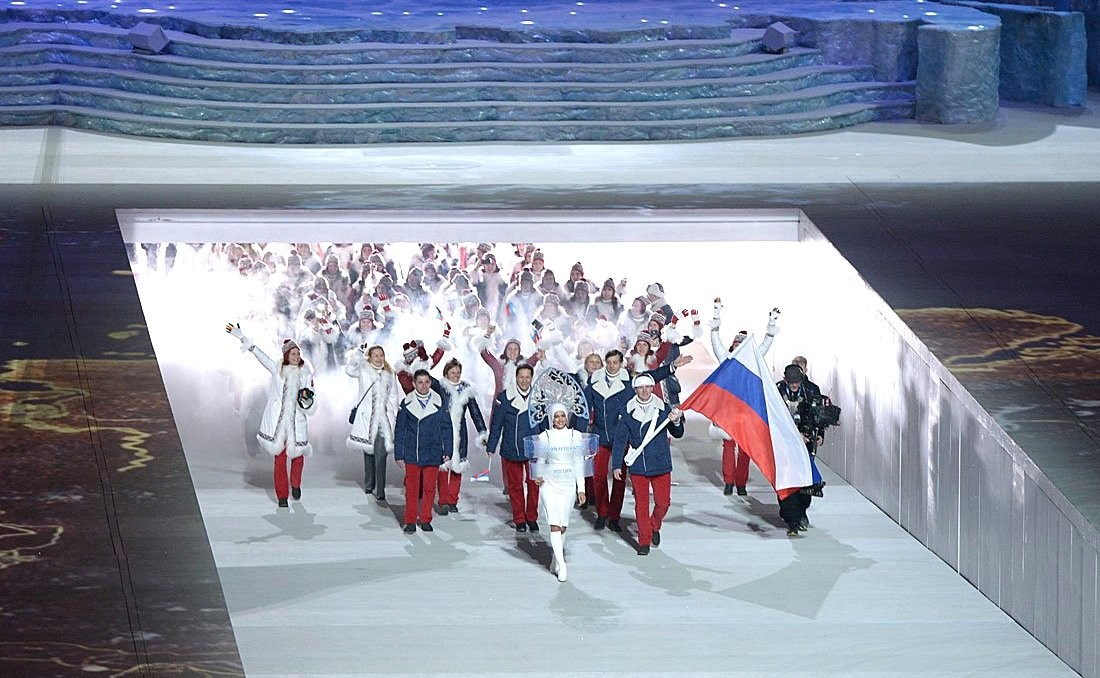
Nástup týmu Ruska při slavnostním zahájení

Rusko bylo pořadatelskou zemí ZOH 2014 v Soči. Domácí sportovci soutěžili ve všech 15 olympijských sportech. Byla to šestá účast samostatného Ruska na zimní olympiádě. Dmitrij Medveděv oznámil, že každý ruský olympijský vítěz dostane odměnu ve výši čtyř milionů rublů. V nominaci, zveřejněné 23. ledna 2014, bylo 223 sportovců, což znamenalo nejvyšší účast v ruské historii. Nejstarší byl sáňkař Albert Děmčenko (42 let), pro kterého to byly sedmé hry, nejmladší byla patnáctiletá krasobruslařka Julia Lipnická. Průměrný věk týmu byl 22,5 roku.
Rusko původně skončilo na prvním místě medailového pořadí národů s rekordním ziskem 33 medailí, z toho 13 zlatých, čímž překonali i bilanci Sovětského svazu z her v Innsbrucku 1976 třinácti zlatých, šesti stříbrných a osmi bronzových (tehdy se ale rozdávalo 37 sad medailí, kdežto v Soči 98 sad medailí).  Nicméně řada ruských sportovců byla následně kvůli dopingu diskvalifikována. Do listopadu 2017 tak Rusko kvůli dopingové aféře přišlo celkem o 9 olympijských medailí, z toho o 4 medaile zlaté. V hodnocení národů se tak propadlo z prvního místa na třetí, za Norsko a Kanadu.
Navíc pět z olympijských prvenství pro Rusko vybojovali naturalizovaní cizinci Viktor An a Vic Wild.

## Doping
V červenci 2016 zveřejnila Světová antidopingová agentura (WADA) svou vyšetřovací zprávu, podle které ruské státní orgány systematicky kryly doping ruských olympioniků téměř ve všech sportech. Podle WADA ruský dopingový program řídilo ministerstvo sportu vedené Vitalijem Mutkem ve spolupráci s tajnou službou FSB, středisky vrcholového sportu a laboratořemi v Moskvě a Soči Během olympiády v Soči systém umožňoval manipulaci se vzorky ruských sportovců. Součástí dopingového programu bylo přes 20 ruských olympioniků v Soči včetně 15 medailistů.
Řadu ruských sportovců byla následně kvůli dopingu diskvalifikována (např. Olga Stulněvová, Alexandr Rumjancev, a to i medailisté, kteří byli nucení medaile vrátit, např. Alexandr Zubkov, Olga Fatkulinová.

## Medailisté

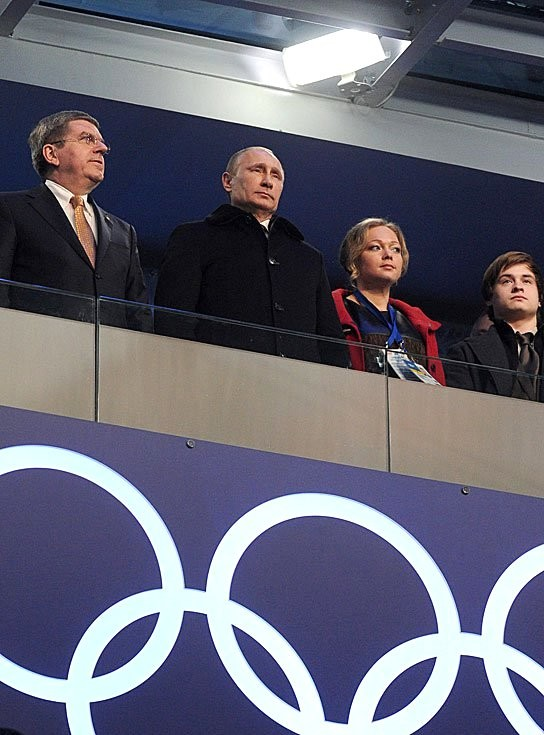
Ruský prezident Vladimir Putin při slavnostním zahájení

| Medaile | Jméno | Sport           | Disciplína                  | Datum     |
| ------- | --- | --------------- | --------------------------- | --------- |
| Zlato   | Jevgenij Pljuščenko Julia Lipnická Taťána Volosažorová/Maxim Traňkov Xenija Stolbovová/Fjodor Klimov Jekatěrina Bobrovová/Dmitrij Solovjov Jelena Ilinychová/Nikita Kacalapov | Krasobruslení   | Družstva                    | 9. února  |
| Zlato   | Taťjana Volosožarová Maxim Trankov | Krasobruslení   | Sportovní dvojice           | 12. února |
| Zlato   | Viktor Ahn | Short track     | Muži 1000 m                 | 15. února |
| Zlato   | Alexandr Treťjakov | Skeleton        | Muži jednotlivci            | 15. února |
| Zlato   | Alexandr Zubkov Alexej Vojevoda | Boby            | Muži dvojice                | 18. února |
| Zlato   | Vic Wild | Snowboarding    | Muži paralelní obří slalom  | 19. února |
| Zlato   | Adelina Sotnikovová | Krasobruslení   | Ženy jednotlivkyně          | 20. února |
| Zlato   | Viktor Ahn | Short track     | Muži 500 m                  | 21. února |
| Zlato   | Viktor Ahn Semjon Jelistratov Vladimir Grigorjev Ruslan Zacharov | Short track     | Muži štafeta 5000 m         | 21. února |
| Zlato   | Vic Wild | Snowboarding    | Muži paralelní slalom       | 22. února |
| Zlato   | Alexej Volkov Jevgenij Usťugov Dmitrij Malyško Anton Šipulin | Biatlon         | Muži štafeta                | 22. února |
| Zlato   | Alexandr Legkov | Běh na lyžích   | Muži 50 km                  | 23. února |
| Zlato   | Alexandr Zubkov Dmitrij Truněnkov Alexej Něgodajlo Alexej Vojevoda | Boby            | Čtyřbob                     | 23. února |
| DSQ     | Olga Viluchinová | Biatlon         | Ženy sprint                 | 9. února  |
| Stříbro | Albert Děmčenko | Saně            | Muži saně                   | 9. února  |
| Stříbro | Olga Fatkulinová | Rychlobruslení  | Ženy 500 m                  | 11. února |
| Stříbro | Xenija Stolbovová Fjodor Klimov | Krasobruslení   | Sportovní dvojice           | 12. února |
| Stříbro | Taťána Ivanovová Albert Děmčenko Alexandr Denisjev Vladislav Antonov | Saně            | Týmová štafeta              | 13. února |
| Stříbro | Vladimir Grigorjev | Short track     | Muži 1000 m                 | 15. února |
| Stříbro | Dmitrij Japarov Alexandr Bessměrtnych Alexandr Legkov Maxim Vylegžanin | Běh na lyžích   | Muži štafeta 4x10 km        | 16. února |
| Stříbro | Nikolaj Oljunin | Snowboard       | Muži snowboardcross         | 18. února |
| Stříbro | Maxim Vylegžanin Nikita Krjukov | Běh na lyžích   | Muži sprint dvojic          | 19. února |
| DSQ     | Jana Romanovová Olga Zajcevová Jekatěrina Šumilovová Olga Viluchinová | Biatlon         | Ženy štafeta 4 x 6 km       | 21. února |
| Stříbro | Maxim Vylegžanin | Běh na lyžích   | Muži 50 km                  | 23. února |
| Bronz   | Olga Grafová | Rychlobruslení  | Ženy 3000 m                 | 9. února  |
| Bronz   | Viktor Ahn | Short track     | Muži 1500 m                 | 10. února |
| Bronz   | Alexandr Smyšljajev | Jízda v boulích | Muži jízda v boulích        | 10. února |
| Bronz   | Jevgenij Garaničev | Biatlon         | Muži vytrvalostní závod     | 13. února |
| Bronz   | Jelena Nikitinová | Skeleton        | Ženy jednotlivci            | 15. února |
| Bronz   | Jelena Ilinychová Nikita Kacalapov | Krasobruslení   | Taneční páry                | 12. února |
| Bronz   | Aljona Zavarzinová | Snowboarding    | Ženy paralelní obří slalom  | 19. února |
| Bronz   | Olga Grafová Jekatěrina Lobyševová Jekatěrina Šichovová Julija Skokovová | Rychlobruslení  | Ženy stíhací závod družstev | 22. února |
| Bronz   | Ilja Černousov | Běh na lyžích   | Muži 50 km                  | 23. února |

## Lední hokej
Rusko reprezentovali tito hráči:
Brankáři
- Semjon Varlamov - Colorado Avalanche
- Sergej Bobrovskij - Columbus Blue Jackets
- Alexandr Jerjomenko - HK Dynamo Moskva

Obránci
- Andrej Markov - Montreal Canadiens
- Alexej Jemelin - Montreal Canadiens
- Fjodor Ťutin - Columbus Blue Jackets
- Nikita Nikitin - Columbus Blue Jackets
- Anton Bělov - Edmonton Oilers
- Vjačeslav Vojnov - Los Angeles Kings
- Ilja Nikulin - Ak Bars Kazaň
- Jevgenij Medveděv - Ak Bars Kazaň

Útočníci
- Alexandr Ovečkin - Washington Capitals
- Jevgenij Malkin - Pittsburgh Penguins
- Pavel Dacjuk "C" - Detroit Red Wings
- Artěm Anisimov - Columbus Blue Jackets
- Nikolaj Kuljomin - Toronto Maple Leafs
- Vladimir Tarasenko - St. Louis Blues
- Valerij Ničuškin - Dallas Stars
- Ilja Kovalčuk - SKA Petrohrad
- Viktor Tichonov - SKA Petrohrad
- Alexandr Radulov - HC CSKA Moskva
- Alexej Těreščenko - Ak Bars Kazaň
- Alexandr Popov - Avangard Omsk
- Alexandr Svitov - Salavat Julajev Ufa
- Alexandr Sjomin[10] - Carolina Hurricanes

Trenéři
- Zinetula Biljaletdinov
- Dmitrij Juškevič - Lokomotiv Jaroslavl
- Valerij Bělov - Ak Bars Kazaň

V základní skupině sehráli Rusové následující zápasy:
- 13. února proti Slovinsku 5:2
- 15. února proti USA 2:3 sn
- 16. února proti Slovensku 1:0

Ruský tým vypadl ve čtvrtfinále po porážce s Finskem 1:3 a obsadil celkově až páté místo.

## Běh na lyžích
- Muži: Maxim Vylegžanin, Alexej Pětuchov, Sergej Usťugov, Nikita Krjukov, Anton Gafarov, Alexandr Legkov
- Ženy: Julia Ivanovová, Julija Čekaljovová, Irina Chazovová, Natalja Žukovová

## Skoky na lyžích
- Dmitrij Vasiljev, Denis Kornilov, Ilmir Chazetdinov, Irina Avvakumovová

## Severská kombinace
- Jevgenij Klimov, Ivan Panin, Nijaz Nabejev, Ernest Jachin

## Sjezdové lyžování
- Alexandr Chorošilov, Stěpan Zujev, Pavel Trichičev, Jelena Jakovišinová, Maria Bedarjovová

## Akrobatické lyžování
- Alexandr Smyšljajev
- Ilja Burov
- Pavel Krotov
- Jekatěrina Stoljarovová
- Jelena Muratovová
- Veronika Korsunovová

## Snowboarding
- Vic Wild, Stanislav Dětkov, Alexej Sobolev, Jekatěrina Tudegeševová, Aljona Zavarzinová

## Biatlon
Dmitrij Malyško, Anton Šipulin, Alexandr Loginov, Jevgenij Usťugov, Olga Zajcevová, Olga Viluchinová, Jekatěrina Glazyrinová, Jana Romanovová, Jekatěrina Šumilovová

## Curling
- Muži: Andrej Drozdov, Alexej Stukalskij, Jevgenij Archipov, Petr Dron, Alexandr Kozyrev
- Ženy: Anna Sidorovová, Margarita Fominová, Alexandra Sajtovová, Jekatěrina Galkinová, Nkeirouka Ezekhová

## Short track
- Muži: Viktor An, Vladimir Grigorjev, Semjon Jelistratov, Ruslan Zacharov, Jevgenij Kozulin
- Ženy: Taťána Borodulinová, Sofija Prosvirnovová, Valerija Rezniková, Olga Běljakovová, Jekatěrina Baranoková[12]

## Rychlobruslení
Ivan Skobrev, Denis Juskov, Dmitrij Lobkov, Olga Fatkulinová

## Krasobruslení
- Muži: Jevgenij Pljuščenko
- Ženy: Julia Lipnická, Adelina Sotnikovová
- Sportovní dvojice: Taťána Volosožarová a Maxim Traňkov, Věra Bazarovová a Jurij Larionov, Xenia Stolbovová a Fjodor Klimov
- Tance na ledě: Jekatěrina Bobrovová a Dmitrij Solovjov, Jelena Ilinychová a Nikita Kacalapov, Viktoria Sinicinová a Ruslan Žinganšin

## Boby
Piloti: Alexandr Zubkov, Alexej Kasjanov

## Sáně
- Albert Demčenko, Taťána Ivanovová

## Skeleton
- Alexandr Treťjakov, Nikita Tregubov, Jelena Nikitinová